# Schootskleed
Een schootskleed is een in onbruik geraakt kledingstuk, bedoeld als bescherming tegen regen en sneeuw, tijdens het rijden op een motorfiets.
Het schootskleed is een leren of canvas lap die aan de tank bevestigd wordt en tot voor de borst van de berijder wordt gedragen. Het was populair bij eigenaren van onder de zestigers, omdat bijvoorbeeld een windscherm op de motor bij het gewicht zou worden opgeteld. Het schootskleed werd soms gecombineerd met een waadbroek, een broek van waterdicht materiaal.